# 藤子
藤子 (ふじこ) は、日本の歌手、ミュージシャン、ヴォーカリスト、ボイストレーナー、ボーカルトレーナー、ゴスペル、クワイヤーディレクター。

## 略歴
高知県出身。10代より音楽活動を開始。大阪芸術大学 (舞台芸術学科) 卒業後、バンド活動、ソロ活動を経て、1992年日本でのゴスペルブ－ム先駆者となったゴスペルコーラスグループ「The Voices of Japan(VOJA)」を亀渕友香と共に結成。
創立結成メンバーとしてシンガー、音楽監督を兼任し活躍。1997年メジャーデビュー後VOJAより独立。
VOJA独立後はソロ活動の他、独自のスタイルでコーラスアプローチを追及するコーラスユニット 「Voiccess (ボイセス)」を結成(’97)し活動。2008年「Myuma (ミューマ)」に改名し、コーラスを軸としたバンドスタイルに前進、各地でイベントやLive活動を積極的に行う。
現在、藤子(ふじこ)としてのソロ活動を中心に、各所でのLive活動などを定期的に行っている。
Gospelを始めR&B、Blues、Funk、Rock、Popsなどその幅広い歌唱視野には定評がある。
また、90年代初期よりゴスペルクワイヤーディレクターやボイストレーナー、ボーカルトレーナーなど、指導者としても長年活躍しており(『藤子ヴォーカル道場(Musical Labo.Voiccess)』)、歌手、バンドシンガー、シンガーソングライターはもとより俳優、女優、舞台俳優、タンゴ歌手、ダンサー、ショーガール、ショーダンサー＆シンガー、ミュージカルシンガー、アイドル、モデル、アニソンシンガー、声優、ナレーター、芸人などなど、数多くのエンターテイナー、タレント、アーティストを幅広くサポート。ジャンルを越えた指導者としても定評がある。
2018年よりボイストレーナーとしてサポートの由美かおる37年振りのリリースCD『Jewel Box』(NISHINO RECORDS/2019/3/1発売)参加協力など、多くのミュージシャン、アーティストの楽曲制作協力も行っている。
2007-2020年、東京工学院専門学校ミュージック科ヴォーカル講師を務め育成に尽力する。
2011-2022年、早稲田奉仕園のゴスペル講座『元気が出る講座。スコットホールでゴスペルを歌おう！』ではクワイヤーデレクターを務め、すべての楽曲のオリジナルアレンジを手掛ける。
2022年10月～現在活動。再始動したクワイヤー『わせだシャインズ〜歌って、踊って、元気になる。』でもクワイヤーデレクターとして指導を継続している。
その他、多くのボーカルスクールにても指導を行っている。

出版著書として、『カッコよく歌う！ヴォーカル』 (音楽之友社、シンコーミュージックエンターテインメント)、
雑誌『ヴォーカル』Vol.1~13 (ヤマハミュージックメディア)、
『パソコンは女を変える』『パソコン入門以前』(両はまの出版)、等々の雑誌及び出版著書などがある。

## ディスコグラフィー
・1997/1/29「VOJA」VOICE OF JAPAN
・2018/3/10「通りの向こうから」ミッキーちゃまと藤子ちゃん　
日本ロック界の伝説的バンド「レイニーウッド(柳ジョージとレイニーウッド)」のベーシスト、ミッキーヤマモトとのユニット作品。ミッキーと藤子が自由な発想で生み出した1stアルバム。
・2023/4/6「旅立ちの歌」藤子　シングル デジタルリリース
・2023/10/29「Myuma~Music is Magic~1997-2014 History」 CDアルバム

## 出演【一部略歴】
・1993年～1996年(VOJA)　　光が丘「IMAホール」クリスマスコンサート
・1994年(VOJA)　　NHK「ざっくばらん」出演
・1996年(VOJA)　 「SOUND OF BLACKNESS」コンサート前座参加（新宿厚生年金会館）
　　　　　　　　　 「SOUND OF BLACKNESS」コンサート前座参加（よこすか芸術劇場）
　　　　　　　　　　テレビ朝日「トゥナイト」ゲスト出演
　　　　　　　　　　NHK 「紅白歌合戦」参加出演
・1997年(VOJA)　　NHK「ときめき夢サウンド」出演（1月、6月）
　　　　　　　　　　CD発売コンサート(新宿シアターアプル)
　　　　　　　　　　森公美子コンサート参加(渋谷オーチャードホール)
　　　　　　　　　　グリコ「プッチンプリン」CM参加　
・1998年～2008年(Voiccess、Myuma)　トヨタX'masイベント出演　
・2009年(Myuma)　NST新潟総合ゆめホール2009出演
・2011年(Myuma)　鹿児島ゴスペルフェスティバル ゲスト出演
・2016/11月　　 JWP無差別級タイトルマッチ戦 木村響子VS中島安里紗「ドレスアップ・ワイルドファイト」国歌独唱
・2017/10月　　 国広富之個展『聖なる次元への眼差し』ミニライブ出演
・2020/4月～2003/5月　　毎月レギュラー配信Live『Tiny zoom Live』#1～#38
・2023/6月～　　『Homey Living Live』レギュラー配信Live #39～ ON AIR 中

## 著書
- 1994/5/31　 『パソコンは女を変える』～もう「メカに弱い」なんて言わせない、パソコンで"未来派の女"に変身！楽しく、詳しく、超入門～(はまの出版)ISBN 4893611720
- 1996/8/1　　『パソコン入門以前』～分かろうとするから分からなくなる～(はまの出版)　ISBN 4893612158
- 2001/6/30 　『カッコよく歌う！ヴォーカル』～プロフェッショナル・パフオーマンス6～(音楽之友社)　ISBN 4276300266
- 2003/4月　　『カッコよく歌う！ヴォーカル』(音楽之友社)
- 2004/5月　　『新版 カッコよく歌う！ヴォーカル』(音楽之友社)　ISBN 4276300363
- 2006/4月　　『新版 カッコよく歌う！ヴォーカル』(シンコーミュージックエンタテイメント)
- 2002/5/25～2004/5/24 雑誌『Vocal (ヴォーカル)』(ヤマハミュージックメディア) vol.1～vol.13　「歌がうまくなる🉐レッスン」「ハモリ達人への道!!」「ヴォイパ大研究」「ヴォーカル道場」など 連載